# Mr Cool
Erik Anton Martin Magnusson, känd under artistnamnet Mr Cool, född 6 november 1983 i Trelleborg, är en svensk komiker och rappare.

## Biografi
Mr Cool är en del av det skånska hiphopkollektivet Rappare i Samverkan och gjorde sig ett namn som ena halvan i duon Dubbel Trubbel tillsammans med Färska Prinzen. Mr Cool har gjort sig känd för sina grova texter och sin skruvade humor, där teman som pedofili, mord och våldtäkter är vanligt förekommande. Som enda hiphopartist syntes han 2011 i TV-programmet Kobras specialprogram om könsrock. År 2012 vann han turneringen Vendetta och blev utsedd till Sveriges bäste battlerappare efter att ha mött Björn "Grizzly" Carlsson i finalen.
Han är även verksam som ståuppkomiker och medverkade i humorprogrammet Specialisterna som sändes i P3. Han är också känd från flera poddradioprogram, som Specialisterna och Anton Magnusson Podcast.
I april 2015 drevs en kampanj på Facebook där besökare uppmanades att bojkotta Emmabodafestivalen där Mr Cool var bokad att spela. Orsaken var vad som beskrevs som "sexistiska, rasistiska och homofoba låttexter". Mr Cool ställde in sin spelning, men uppträdde ändå på festivalen tillsammans med Simon Gärdenfors.
I juni och juli 2018 drevs ännu en kampanj mot Mr Cool på bland annat Facebook och Instagram, med krav på att låten "Knulla barn" skulle tas bort från streamingtjänsten Spotify. Kritiken ledde till att låten hamnade på första plats på Spotifys topplista "Viral 50 i Sverige", innan den blev borttagen helt från streamingtjänsten. Kampanjen fick också som konsekvens att Magnusson och Simon Gärdenfors, som medverkar på låten, polisanmäldes för uppvigling och förledande av ungdom.

## Diskografi

### Album
- 2010 – Rap Hop (Saker som barnbarnen inte borde veta)
- 2015 – Discofeber (Eller: Mr Cools varnande sagor)

### Singlar & EP
- 1998 – Vanliga Skiten
- 1999 – Samlade Tankar
- 2005 – Praktiskt Att Dö
- 2006 – Nål & Vinyl
- 2010 – Tjejer é som tjejer é
- 2013 – Kamoflage
- 2017 – Ta mitt liv på klubben (med Simon G)
- 2021 – Inget kvar att förlora
- 2021 – Penny söker
- 2021 – Det måste va du

## Utmärkelser
- 2019 – Johnny Bode-priset[12]